# The Hoosiers
The Hoosiers, anciennement The Hoosier Complex, est un groupe de rock britannique, qui s'est formé à Indianapolis, dans l'Indiana, aux États-Unis.

## Biographie
Les premiers membres du groupe sont Irwin Sparkes (voix, guitare), et Alfonso « Alan » Sharland (batterie). Leur premier single Worried About Ray atteint la cinquième position des meilleures ventes de singles au Royaume-Uni en juillet 2007. Leur second single Goodbye Mr A atteint la quatrième position au Royaume-Uni. Après avoir signé au label RCA Records, le 22 octobre 2007, ils sortent leur premier album, The Trick to Life, qui atteint la première position sur les meilleures ventes d'albums au Royaume-Uni. 
En février 2008, ils sont nommés pire groupe aux NME Awards. Ils font la première partie du concert de James Blunt lors de sa tournée européenne en mars et avril 2008.
Le deuxième album des Hoosiers, intitulé The Illusion of Safety, est sorti le lundi 16 août 2010. Il précède d'un premier single, Choices, qui est sorti le 26 juillet 2010. Le nouveau single Bumpy Ride sortira sous la forme d'une réédition de l'album contenant des pistes en plus ainsi que des vidéos inédites. Il est disponible depuis mars 2011.  Le clip pour la chanson Unlikely Hero (ancien prochain single) est disponible sur leur chaine YouTube. Le 25 novembre 2013, le single Somewhere in the Distance est publié. Il est suivi par la sortie de leur troisième album The News from Nowhere le 24 mars 2014. À l'occasion, un nouveau single paraît sous le titre de Make or Break.
Le 13 juillet 2015, le groupe annonce via sa page Facebook le départ de Martin Skarendahl pour mener d'autres projets de son côté. Le groupe précise tout de même que les membres sont en très bons termes et qu'ils ont pris cette décision d'un commun accord. Après leur tournée en 2016, ils annoncent que Swallow quittera le groupe.

## Tournées
Sur scène, le trio Hoosiers est souvent accompagné d'un claviériste Sam Swallow appuyant la guitare rythmique et permettant au groupe de retrouver les effets rock électronique de l'album. L'esprit de chacun de leurs concerts est axé sur la simplicité et la franche rigolade, on peut penser à la moustache très old school de Alfonso ou du bonnet de trappeur porté par Martin.

## Discographie

### Albums studio
- 2007 : The Trick to Life
- 2010 : The Illusion of Safety
- 2011 : Bumpy Ride
- 2014 : The News from Nowhere
- 2015 : The Secret Service
- 2023 : Confidence

### Singles
- 2007 : Worried About Ray
- 2007 : Goodbye Mr A
- 2008 : Worst Case Scenario
- 2008 : Cops and Robbers
- 2008 : Run Rabbit Run
- 2010 : Choices
- 2011 : Bumpy Ride
- 2014 : Somewhere in the Distance
- 2014 : Make or Break